# グリム・ザ・バウンティハンター
『グリム・ザ・バウンティハンター』は、2012年7月26日にQuinRoseから発売されたPSP用恋愛アドベンチャーゲーム。グリム童話をモチーフとした乙女ゲーム作品である。

## ストーリー
治安の機能が悪い国々では、賞金稼ぎ達が犯罪者を捕えて日々の糧にしていた。そして、その賞金稼ぎ達の元締めともいえる組織が、「グリム」だった。
主人公・リーザ＝ベルネットは、グリムの本拠地のある国で活動する、新米の賞金稼ぎ。彼女はグリムの幹部である調停人になり、故郷にグリムを導入することを目指していた。
ある日、リーザのいる地域に重大犯罪者たちがやってきたとの情報が入り、リーザは、調停人のブレーメンから彼らのうちの1人を捕えてほしいと頼まれた。リーザは訝しみつつも依頼を引き受けたが、それがきっかけで、彼女達の運命が大きく変わってしまった。

## 登場人物
リーザ＝ベルネット (Lisa Bernet)
声 - 名前変更・音声ON/OFF可能
新米の賞金稼ぎで、ブレーメンの唯一の弟子。グリム制度を自分の故郷に導入するため、別の国から来た。
怒ると怪力を発する。貧乏な立場だが、前向きな性格をしている。
アドルフ＝ロット (Adolph Rot)
声 = 谷山紀章
最高の検挙率を誇る若手の賞金稼ぎ。
ブレーメン＝マルシュ (Bremen March)
声 - 安元洋貴
リーザの師匠である賞金稼ぎで、グリムの中でも高い地位にいる。それでいて、表向きは酒場のマスターをしている。酒場の裏ではロバ、イヌ、ネコ、ニワトリを飼っている。
ヘンゼル＝ナシュカッツェ (Hansel Naschkatze)
声 - 森久保祥太郎
グレーテルの兄で、兄弟で強盗や殺人を行っている賞金首だが、幼い子供のいる家を襲わないようにしている。甘い物好きで、悪事に用いる用具もそれをモチーフとしたものにしている。
主人公の匂いを気に入っている。
グレーテル＝ナシュカッツェ (Gretel Naschkatze)
声 - 鳥海浩輔
ヘンゼルの弟。子供をいたぶる大人には容赦がない。
主人公の匂いを気に入っている。
ジュール＝ロズモンド (Jule Rosemonde)
声 - 櫻井孝宏
茨の生えた屋敷に暮らす賞金首。常に眠たそうな顔をしている。
毒とナイフが得意で、ナイフには必ず毒を塗る。新種の植物を作り出すことも得意だが、毒が仕込んであることが多い。
ラプンツェル＝ド＝トゥルム (Rapunzel De Turm)
声 - 岸尾だいすけ
機密情報などを盗む怪盗で、一般人からの人気が高い。左目に特殊なデザインのモノクルをつけている。
自由気ままな性格で、飛行艇で世界中を飛び回っている。
ヴィッダー＝シャルム (Widder Charme)
声 - 柿原徹也
壊れた大時計に暮らす占い師兼情報屋。ジュールの友人。
クローネ＝フロッシュ (Krone Frosch)
声 - 梶裕貴
貴族の子息。賞金稼ぎにあこがれており、父親のコネなどを用いて主人公たちをサポートすることもある。
トゥルーデ＝フルーフ (Trude Fluch)
声 - 今井麻美
森の奥に暮らす魔女。実験とパン作りが好き。

## 関連グッズ
ドラマCD
- グリム・ザ・バウンティハンター メーカー特典ドラマCD
- グリム・ザ・バウンティハンター 予約特典ドラマCD

アンソロジー
- グリム・ザ・バウンティハンター　-アンソロジー-

CDアルバム
- グリム・ザ・バウンティハンター イメージアルバム